# 評論家

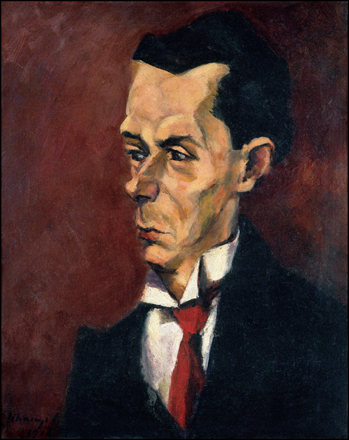
ラヨシュ・ティハニ 『評論家』 1916年

評論家（ひょうろんか）または批評家（ひひょうか、英: critic）、アナリスト（英語: analyst）とは、マスメディア等で評論や批評することを仕事としている者である。

## 概説

### 類語と線引き
欧米では、アートや文学の批評家を critics と呼び、社会問題や政治問題に対してマスメディアで自分の解釈や意見を述べるような日本でいう「評論家」は、パンディット（en:pundit）もしくはポリティカルコメンテイター（en:political commentator）と呼ばれる。著名なパンディットには、Fox News のビル・オライリーや、MSNBCのクリス・マシューズ（en:Chris Matthews）、レイチェル・マドー、作家のアン・コールターなどがいる。特に現代思想、哲学などにおいては、「評論家」ではなく「批評家」と呼ぶ傾向がある。「批評 critique」の項目も参照されたい。
「評論家」と「批評家」の区別について、議論がある（参照：加藤典洋 『僕が批評家になったわけ』 など）。またスポーツでは、「評論家」と「解説者」の区別は概して曖昧であり、過去には相撲分野でマスメディアが記者クラブ所属で解説を行った「相撲専門記者」に「相撲評論家」という肩書を付けたことで、日本相撲協会とマスメディア各社の間で小さからぬ問題に発展した事例もある。
評論家は多くの場合、ある特定の分野だけを評論活動の対象としている。評論家が対象とする事物には、特に制限があるわけではなく、文学、政治、経済、言語、科学、技術、そして遊びや趣味など、あらゆる事物が評論の対象になりうる。そのため、毎年のように新しい肩書きの評論家が登場してくる。評論の手法は研究対象などによって異なる。また、「思想家」や「哲学者」のように、対象を限定せず広く批評・評論活動をすることもしばしばある。

### 「評論家」という肩書き
評論家の定義そのものが曖昧であり、本を1冊出版するだけで評論家を自称することができる。
政治評論家が「政治アナリスト」と名乗っても問題はないし、経済評論家が「エコノミスト」を自称するなど、特定の分野でのみ使われる別名もある。さらには文化人と総称される場合、「論客」や「オピニオンリーダー」として紹介される場合もある。経済評論家などでは大学教授やシンクタンク研究員などのポストを持っていることが多く、この場合「経済評論家」よりも教授や研究員を名乗ることもある。報道番組の「ワイドショー化」によって、専門分野以外のコメントを求められることも多く、コメンテーターとの区別は難しくなっている（たとえばスポーツニュースで、取り上げるスポーツの数だけ評論家を用意することが困難である場合、メインの評論家である元野球選手や元力士が他のマイナーなスポーツでもコメントを求められることがある）。
また、主にマスメディアなどにおいては、評論活動をしていても「評論家」ではなく「有識者」という表現を用いる場合があるが、これは高度な学位をもつか、それと同様の実績が認められているか、そう考える場合である。一般に大学教授でも「専門家」として政府などに呼ばれるが、専門性を超えた教養主義的な立場から高い判断能力があることが「有識者」の条件となる。たとえば、当該の分野に対してその道の専門家さえ舌を巻くほどの極めて高度な学術的専門知識を持つ人物であったり、別分野であっても高い社会的ステイタスを持つ人物が評論活動を行う場合などである。専門家は、その分野にのみ通じていれば良く、その知識が要求されるのに対して、有識者や（本来の）評論家には、専門分野だけでない学際的な知見や教養主義的に幅の広い視点が要求され、高い合理性と思考力、判断力が求められ、要求される能力が異なる。また、外部の「評論家」であっても業界団体や政府・行政が設置した諮問機関に招請した場合には同様に「有識者」「学識経験者」などと称されることがある。

## 評論家の出自
フリーランスジャーナリストなどのライターがこのように自称する場合が多い（たとえば小林よしのりは漫画家、水間政憲は芸術家出身。全く畑違いの日本近代史を論じている）。多くはその分野の真の意味での専門家（プロフェッショナル、以下「プロ」）ではない。
本当のプロ、あるいはプロとして一定の業績を挙げてリタイヤした人物であれば相応の肩書きがあり、「評論家」を自称する必要がない。たとえば中曽根康弘や塩川正十郎の衆議院議員引退後の活動は政治評論そのものだが、彼らが政治評論家と自称することはないし、その必要もない（ただし、公明党委員長だった矢野絢也は、議員引退後に党との関係が切れたためか、あえて「政治評論家」を名乗っている）。プロ野球分野における野村克也の楽天監督退任後のマスコミにおける活動もまた同様である。評論家は、普段は大学教授であったり作家であったり、その分野に詳しい人が兼務していることが多い。
評論家の出自には以下のようなものが多い。
- ある分野での真の専門家となることを目指し専門的知識を習得したものの、なんらかの事情で専門家になることができず、転じて当該分野の評論家となって、その分野との関係を保っている者。たとえば、画家を目指したことがある美術評論家など。
- ある分野における専門家やプロ・日本代表クラスの選手・指導者であったが、年齢による体力の衰えや契約・任期の終了など各々の要因で競技生活の一線を退き、現在は当該の分野で実活動を行っていない者。たとえば各種スポーツにおけるプロの元選手・元監督などという出自を持つ評論家。
- マスコミにおいてその分野の報道や番組・記事などのコンテンツ制作に携わったことがきっかけで専門的知識を得て、その文筆・弁舌の能力をもって評論活動を行っている者。大相撲中継や大相撲ダイジェスト番組アナウンサー出身の相撲評論家や、プロレス雑誌記者出身のプロレス評論家、アニメ雑誌の契約ライター出身のアニメ評論家、放送作家出身のお笑いもしくはアイドル評論家、ギャルママ評論家など。

『評論家になろう』で紹介されている14人の評論家の出自は、出版編集関係6人、テレビ・ラジオ関係5人であり、元々なんらかの形でマスメディアに関与していた・関与しようとしていた者が多い。特に元専門家・プロという出自の評論家については、マスメディアからの仕事を請けたことで、マスメディアによって「評論家」という肩書きをつけられた者が少なからず見られる。

## 評論活動の問題点・批判
評論家の活動は対象とする分野の発展や研究に寄与することもあるが、一方でその評論の内容次第では、対象分野の発展を阻害するような事態も起こし得る。
たとえば、評論家が一定の実力（すなわち社会的影響力の強さ）を持つようになると、それを悪用して本来高水準である作品を低く評価したり、作者と評論家の交友関係や相性、あるいはジャンルの好き嫌い、すなわち評論家のごく個人的な嗜好や価値観によって、特定の作家や作品について不当に低い評価や過剰に高い評価を下すという事態も発生する様になる。評論である以上、自身の私見・感想や意見をその文言に盛り込むのは当然ではあり、また評論家の権利と言えるが、客観性が著しく欠如した不当な評価を繰り返した場合、その評価を下した評論家自身が「正しい判断の出来ない評論家」としてその権威と説得力を喪失してしまう事もある。例えば、映画評論家のおすぎは、作品や俳優に対して極端に好き嫌いがはっきりしている人物であり、それが評論内容にも顕著に現れるため、その批評姿勢については他の同業評論家等からも批判を受けている。
業界への影響力獲得した場合
また、その世界の人気者として知られる特定の人物や団体を激しく攻撃・非難することで評論の世界で名を売ったり、業界内部で実権を持つ特定の人物や団体を持ち上げて交友関係を持ったりといった手法で、評論家がその業界に影響力を及ぼそうとするケースが見られる。具体例としては、落語評論家の安藤鶴夫がいる。安藤は新作落語を手がける落語家を評論という形で徹底的に攻撃・排斥し、一方で古典落語界の権力者である人物はやはり評論で持ち上げ支援し、これにより昭和中期の落語界に大きな影響力を及ぼした人物であるが、自身が嫌う落語家に対しては客席で露骨に「鑑賞拒否」の態度を取るなどという嫌がらせにも近い行為を見せた。5代目春風亭柳昇によれば、安藤は人気が上がって世間から持て囃される落語家を毛嫌いしており、落語評論の世界で名を上げ、落語界への影響力を持つことを目的に、特定の落語家を標的に選んで計画的に喧嘩を仕掛けているという旨の噂が寄席の楽屋では立てられていたという。同様の例として、音楽評論家の宇野功芳がいるが、宇野の場合は当時の「楽壇の帝王」ヘルベルト・フォン・カラヤンなどを激しく攻撃する一方で、日頃批判している演奏家の演奏や録音も評論のためにきちんと聞く姿勢を持っており、出来が良いと感じれば絶賛するという一面もあったため、安藤の様に大きく問題視されなかった。
評論家の言動には、名誉毀損や営業妨害に該当する内容が多分に含まれる場合がある。また、「評論」を通じて欠点や弱点の暴露や痛烈な批判を繰り返し開陳することで、批判的な世論を形成したり、対戦競技の場合はライバル選手に有利な情報をもたらすことで、極論すれば評論家が評論の対象とした人物の職業生命を直接に脅かす事が可能になる場合もある。そのため、時に評論家の言動はその対象とされる側にとっては単なる目障りを超えて死活問題にもなる事がある。それゆえ、評論内容を巡って法律問題・訴訟・告訴などにも発展するケースはまま見られ、評論家や評論を掲載した出版社に損害賠償が命じられる場合もある。上述した安藤鶴夫に至っては、評論で痛罵された事に激怒した柳家権太楼に本気で殺し合いの決闘を申し込まれてしまい、第三者を介して大慌てで詫びを入れ筆鋒を収めざるを得ない状況に追い込まれたことがある。
ワイドショー
「偏向的な放送内容と批判を受けながらも、馬鹿な視聴者受けが良いとしてテレビ局が放送を続けている」といった指摘もある。ワイドショーなどにおいて、十分な根拠のない情報を前提として話を進める場合があり、また昨今ではインターネットでの情報収集が容易なため、評論家が自身での情報収集を怠ることも僅かにある。
カンニング竹山は、短くまとめて話せない評論家やコメンテーターは消えることを「ワイドショーの掟」と述べている。

## 評論家とメディア
評論家にとって、マスメディアは必要不可欠の存在である。文字媒体（新聞、雑誌、書籍、インターネットなど）やラジオ、テレビなどのメディア抜きでは、職業としての評論家は成り立たない。
また、メディアの側も評論家を必要としている。メディアは放送番組や記事、広告としての形式や内容を成立させるために、評論家の知識や信頼感を利用する。生放送などで台本を用意できない場合、特定の分野について多くの専門知識や最新情報を有し、その知識・経験を踏まえて、解説・意見をアドリブで話す事が出来る評論家は重宝される。評論家の解説・意見の責任は基本的には評論家に帰するものである。台本を用意しないことで、メディアは大きな責任を回避する事が出来る。特に、テレビの場合、評論家は画面の中に居るだけで、一定の信頼感を醸成することが出来るため、放送局や番組制作会社にとっては便利な存在である。そのため、昨今ではメディアによって、評論家が粗製濫造されている。

## 評論家の種類
- アイドル評論家
- アニメーション評論家
- 医事評論家・医療評論家
- 演劇評論家
- 演芸評論家
  - テレビ評論家
  - 芸能評論家
- 映画評論家
- オーディオ評論家
- 音楽評論家
- 株式評論家
- 科学評論家
- 教育評論家
- 軍事評論家
- 外交評論家
- 技術評論家
- 経済評論家
- 競馬評論家
- 建築評論家
- ゲーム評論家
  - コンピュータゲーム評論家
- 皇室評論家
- 広告評論家
- 交通評論家
- 航空評論家
- 自動車評論家
  - モーターサイクル評論家
- 社会評論家
  - 風俗評論家
- 社会批評家
- 写真評論家
- 時事評論家
- 出版評論家
- スポーツ評論家
  - 相撲評論家
  - プロレス評論家
  - 野球評論家
- 政治評論家
- 鉄道評論家
- 美術評論家
- 服飾評論家
- 舞踏評論家
- 文芸評論家
- 文化批評家
- 文明評論家
- 放送評論家
- 漫画評論家
- メディア評論家
- ラーメン評論家
- 料理評論家
- 歴史評論家
- ワイン評論家

また、業界団体・職能団体として、「日本評論家協会」がある。

## 文学評論家と作家
文芸評論家が作家に準ずる存在として扱われる場合がある。評論文それ自体が後世に至り、一種の文学作品として扱われることもある。
文芸評論家は、小説や詩を批評することで、読者の理解を助けたり文学の質の向上に貢献する。国が近代化を進めている場合、評論家は思想やイデオロギーや価値観を作り出すという重要な役目を負うことがある。また、近代化は古いシステムや考え方をグローバル（世界的・国際的）で新しいものに変えていく過程であり、様々な矛盾や無理が生じる。しかし、国民生活は良くなっていくことが多いので、近代化の矛盾は繁栄の陰に隠れがちになる。文学は繁栄の影に隠れたものを物語に織り込んで姿を与え、評論家はその作品に込められたテーマを読み解く役割を果たす。
小林秀雄は、「自分の仕事の具体例を顧みると、批評文としてよく書かれているものは、皆他人への賛辞であって、他人への悪口で文を成したものはない事に、はっきりと気附く。そこから率直に発言してみると、批評とは人をほめる特殊の技術だ、と言えそうだ。人をけなすのは批評家の持つ一技術ですらなく、批評精神に全く反する精神的態度である、と言えそうだ」と書き残している。

## 皮肉表現としての評論家
自分で実行しないで他者の行為をあれこれ言う者を皮肉めかして「評論家」と呼ぶ。
通常、以下のような観念と結びつけられて理解されることが多い。
- 実行力の欠如
- オーナーシップの欠如
- 責任感の欠如
- 傍観者的な姿勢

このような態度をシニカルに描いた小説として、筒井康隆の『俗物図鑑』（各種事象の“評論家”が登場）がある。
感想屋という皮肉もある。